# Sergey Kamenev

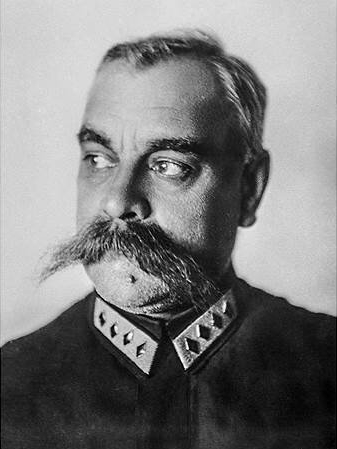

Sergey Sergeyevich Kamenev ( em russo: Серге́й Серге́евич Ка́менев  </link> ; 16 de abril [ OS 4 de abril], 1881 – 25 de agosto de 1936) foi um líder militar soviético que alcançou o 1º posto de Komandarm . Comandou o exercito vermelho da União Soviética e o conselho militar revolucionário de 1924 até 1927 após a saída de Trotsky da presidencia do conselho.
Kamenev nasceu em Kiev na Ucrânia e na primeira guerra mundial comandou um regimento inteiro com a patente de coronel ,tornou-se membro do Partido Comunista(Bolchevique) em 1918.